# Saugus
Saugus è un comune degli Stati Uniti d'America facente parte della contea di Essex nello stato del Massachusetts.
L'industria del ghiaccio ebbe inizio a Sagus quando nel 1804 Frederic Tudor tagliò del ghiaccio da un laghetto della fattoria di famiglia e lo spedì alla Martinica.